# Villarrín de Campos (kommunhuvudort)
Villarrín de Campos är en kommunhuvudort i Spanien.   Den ligger i provinsen Provincia de Zamora och regionen Kastilien och Leon, i den nordvästra delen av landet, 220 km nordväst om huvudstaden Madrid. Villarrín de Campos ligger 686 meter över havet och antalet invånare är 563.
Terrängen runt Villarrín de Campos är platt. Runt Villarrín de Campos är det mycket glesbefolkat, med 6 invånare per kvadratkilometer. Närmaste större samhälle är Burganes de Valverde, 18,4 km nordväst om Villarrín de Campos. Trakten runt Villarrín de Campos består till största delen av jordbruksmark.